# برمنغهام ياردلي (دائرة انتخابية في المملكة المتحدة)

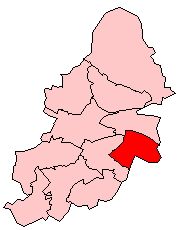
دائرة برمنغهام ياردلي.

برمنغهام، ياردلي  (بالإنجليزية: Birmingham, Yardley) هي إحدى الدوائر الانتخابية في المملكة المتحدة الممثلة في مجلس العموم في برلمان المملكة المتحدة.
عضو البرلمان الذي يمثلها حالياً هو :John Hemming (LD).